# 一条実輝
一条 実輝（いちじょう さねてる、旧字体：一條 實輝、1866年10月2日〈慶応2年8月24日〉 - 1924年〈大正13年〉7月9日）は、日本の華族、海軍軍人。海軍大佐・正二位・公爵に上り、東宮侍従長を務める。陸軍中将・侯爵の四条隆謌七男。
一条家は藤原北家、九条道家の三男実経を始祖とし、五摂家の一つに数えられる。昭憲皇太后は義理の叔母。南部家第46代当主の南部利文は曾孫。醍醐家第7代並びに第9代当主の醍醐輝弘は大伯父。

## 生涯
実父は四条隆平だが隆平の兄・四条隆謌の子として育つ。実輝は、自身のはとこにあたる一条忠貞の跡を受け、1883年（明治16年）9月20日に家督を継承。1884年（明治17年）7月7日、公爵に叙爵される。1887年（明治20年）7月25日に海軍兵学校（第14期）を卒業。1889年（明治22年）フランス留学。1891年（明治24年）、松島艦で帰国した。同年7月6日、貴族院公爵議員に就任。その後、従軍した日清戦争、その後の日露戦争で功を挙げる。その後、駐フランス公使館附海軍武官となる。1908年（明治41年）1月20日、海軍大佐に昇進し予備役に編入となり、当時の皇太子嘉仁親王（後の大正天皇）に仕える東宮侍従長に任じられた。
1912年（大正元年）9月21日、掌典次長に任じられた。1913年（大正2年）8月9日、宮中顧問官となる。
1914年（大正3年）5月24日、昭憲皇太后の大喪使祭官長として祭詞を奏上した。同年8月24日に後備役となり、1919年（大正8年）8月24日に退役した。
1920年（大正9年）10月8日、明治神宮初代宮司に就任する。11月11日、大正天皇が明治神宮を親謁した際には、侍従を介して玉串拝礼を行い、実輝が神前に奉奠した。
1924年（大正13年）7月9日、肋膜炎のため59歳で薨去した。7月13日、貴族院より弔辞が贈られた。7月14日、勅使として山縣辰吉が差遣され、幣帛が下賜された。のちに祭粢料2500円を賜り、大正天皇・貞明皇后より榊二対を下賜された。

## 栄典
位階
- 1896年（明治29年）12月21日 - 従三位[19]
- 1900年（明治33年）12月10日 - 正三位[20]
- 1907年（明治40年）12月20日 - 従二位[21]
- 1915年（大正04年）12月28日 - 正二位[22]

勲章
- 1895年（明治28年）11月18日 - 勲六等瑞宝章・功五級金鵄勲章[23]
- 1915年（大正04年）11月10日 - 大礼記念章[24]
- 1915年（大正04年）12月01日 - 旭日重光章[25]
- 1924年（大正13年）07月09日 - 勲一等瑞宝章[26]

## 系譜

### 実輝の家族
出典がない限り霞会館 1996a, pp. 149–150を参照している。
- 前妻：一条良子（1868 - 1899） - 一条実良三女[注 2]
  - 次女：一条経子（1885 - 1956）
- 後妻：一条悦子（1877 - 1945） - 細川護久七女
  - 長男：一条実基（1901 - 1972） - 土佐一条家を名目上再興する形で分家し明治35年（1902年）に男爵を授爵するも子はなかった[27]。
  - 三女：伏見朝子（1902 - 1971） - 裕仁親王妃候補、伏見宮博義王妃[28]
  - 次男：佐野常光（1906 - 1977） - 佐野常羽養子[29]
    - 次男妻：佐野礼子 - 竹田宮恒久王第一王女[30][29]

  - 三男：南部利英（1907 - 1980） - 南部利淳養子[31]
  - 四女：一条直子（1908 - 1991） - 閑院宮春仁王妃[32]、のち離婚して一条姓に戻り高橋尚民と再婚。婿となった高橋が一条尚民と改名。
  - 五女：鍋島圭子（1911 - ） - 鍋島直方夫人[33]
  - 六女：伊達生子（1911 - 1934） - 伊達宗克夫人[34]
- 養子
  - 嗣子：一条実孝（1880 - 1969） - 大炊御門師前長男、次女経子の夫
  - 女子：木辺靜子（1887 - 1973） - 醍醐忠敬三女、木辺孝慈夫人[35]
  - 女子：一条智光（1907 - 2000） - 小倉英季の娘[36]、善光寺大本願120世法主

### 皇室との関係
後陽成天皇の男系八世子孫である。後陽成天皇の第九皇子で一条家を継いだ一条昭良の男系後裔。

詳細は皇別摂家#系図も参照のこと。